# Monifieth
Monifieth (in gaelico scozzese:  Monadh Feith) è una cittadina (e un tempo burgh) di circa 8.000 abitanti della costa centro-orientale della Scozia, facente parte dell'area amministrativa del Angus ed affacciata sul Firth of Tay (Mare del Nord).
Un tempo importante centro marittimo, la località è ora principalmente nota per i suoi tornei di golf.

## Geografia fisica

### Collocazione
Monifieth si trova nella parte settentrionale della costa che si affaccia sul Firth of Tay, a poche miglia ad est di Broughty Ferry e a circa 10 km ad est di Dundee.

## Società

### Evoluzione demografica
Al censimento del 2011, Monifieth contava una popolazione pari a 8.366 abitanti.
La località ha conosciuto un incremento demografico rispetto al 2001, quando contava 8.242 abitanti.

## Storia
I primi insediamenti in loco risalgono almeno al IX secolo, come dimostrano alcune tombe pitte rinvenute nella St. Rule's Church.
Monifieth conobbe il suo periodo di maggiore sviluppo tra il XVIII e il XIX secolo grazie all'industria marittima e della caccia alle balene.
In quel periodo, si assistette ad un incremento demografico che portò la popolazione a raggiungere la cifra di 2.000 abitanti.

## Edifici e luoghi d'interesse
- St. Rule's Church[1][3].

## Sport
A Monifieth, si svolgono lo Scottish Amateur Golf Championship e i tornei di qualificazione per gli Open Championships.

## Amministrazione

### Gemellaggi
- Soyaux, Francia[5]